# ГЕС Теном-Пангі
ГЕС Теном-Пангі — гідроелектростанція в Малайзії на острові Калімантан. Використовує ресурс із річки Падас, яка впадає в затоку Бруней (Південнокитайське море).
У межах проєкту річку перекрили водозабірною греблею довжиною 83 метри, яка спрямовує ресурс до прокладеного через лівобережний масив дериваційного тунелю довжиною 4,4 км із діаметром 6,3 метра. На завершальному етапі після запобіжного балансувального резервуара до машинного залу спускаються три короткі — до 0,15 км — водоводи.
Основне обладнання станції становлять три турбіни типу Френсіс, які первісно мали потужність по 22 МВт. При напорі у 69 метрів це обладнання повинно було забезпечувати виробництво 475 млн кВт·год електроенергії на рік. На початку 2010-х років бразильській компанії IMPSA замовили модернізацію гідроагрегатів з доведенням їхньої потужності до 25 МВт.
Видача продукції відбувається по ЛЕП, розрахованих на роботу під напругою 132 кВ та 66 кВ.
Невдовзі після спорудження станції, у 1988-му році, внаслідок потужної повені були пошкоджені водозабір та ряд інших елементів ГЕС. Унаслідок цього до проведення у 2003 році відновлювальних робіт вона могла видавати лише 60 % проєктного показника виробітку.